# Valluércanes (kommunhuvudort)
Valluércanes är en kommunhuvudort i Spanien.   Den ligger i provinsen Provincia de Burgos och regionen Kastilien och Leon, i den norra delen av landet, 240 km norr om huvudstaden Madrid. Valluércanes ligger 719 meter över havet och antalet invånare är 103.
Terrängen runt Valluércanes är platt åt sydväst, men åt nordost är den kuperad. Runt Valluércanes är det mycket glesbefolkat, med 6 invånare per kvadratkilometer. Närmaste större samhälle är Miranda de Ebro, 19,1 km nordost om Valluércanes. Trakten runt Valluércanes består till största delen av jordbruksmark.